# Headhunter (Album)
Headhunter ist das siebte Studioalbum der schweizerischen Hard-Rock-Band Krokus. Es enthält die Singleauskopplungen „Screaming in the Night“, „Stayed Awake All Night“ und „Eat the Rich“.

## Hintergrund
Mit dem von Tom Allom im Bee Jay Studio in Orlando produzierten Studioalbum Headhunter waren Krokus fast am Rock-Olymp angekommen. Zwar war nach dem Vorgänger One Vice at a Time wieder ein Besetzungswechsel zu beklagen – Steve Pace ersetzte den langjährigen Schlagzeuger Freddy Steady – doch ließ sich die Band dadurch nicht aus der Bahn werfen. Headhunter sollte alle zuvor erschienenen, ohnehin schon erfolgreichen Alben der Band nochmals toppen: In vielen Ländern stürmte das Album in die Charts: Platz 74 in Großbritannien, Platz 35 in Neuseeland, Platz 25 in den amerikanischen Billboard Charts und Platz 22 in Schweden. Darüber hinaus konnte man sich über eine Platinauszeichnung in den USA sowie Goldstatus in Kanada und der Schweiz freuen. Mit „Screaming in the Night“, zu dem auch ein Video gedreht wurde, enthält Headhunter den bis dato größten Hit der Band. Dazu gesellen sich weitere Bandklassiker wie das Bachman-Turner-Overdrive-Cover „Stayed Awake All Night“, „Eat The Rich“, ebenfalls durch ein Video promotet, und der Titelsong „Headhunter“, die allesamt auch heute noch ein fester Bestandteil der Liveshows sind. Wer allerdings glaubte, dass Krokus nicht mehr zu stoppen seien, der wurde bald, wenn auch schleichend, eines besseren belehrt, denn wiederum kam es zu zahlreichen Besetzungswechseln im Line-Up: Zunächst wurde Rhythmusgitarrist Mark Kohler durch den als besseren Backgroundsänger geltenden Schweizer Patrick Mason ersetzt, ehe kurz darauf Chris von Rohr, das letzte Gründungsmitglied von Krokus, entlassen wurde, weil er offenbar seine Kompetenzen gegenüber den anderen Bandmitgliedern deutlich überschritten hatte und der schweizerischen Boulevardzeitung Blick offen Auskunft über das Rockstarleben gab. Damit verlor man allerdings auch den neben Fernando von Arb wichtigsten Songwriter, was auf den folgenden zwei Alben The Blitz und Change of Address durchaus zu spüren sein sollte. Wegen der Entlassung von Chris von Rohr kam ironischerweise der gerade erst entlassene Mark Kohler während der Tour wieder zurück zur Band und übernahm die Lücke am Bass. Patrick Mason blieb an der Rhythmusgitarre. Doch damit nicht genug: Nachdem Krokus die Tour beendet hatte, verließen sowohl der erst vor einem Jahr eingestiegene Schlagzeuger Steve Pace als auch der erst vor kurzem zur Band gestoßene Rhythmusgitarrist Patrick Mason die Band nach einem jeweils kurzen Gastspiel wieder. Pace wurde schließlich durch den US-amerikanischen Schlagzeuger Jeff Klaven ersetzt, die Rhythmusgitarre blieb vorübergehend unbesetzt.

## Titelliste
1. Headhunter (4:30) (Fernando von Arb/Chris von Rohr/Marc Storace/Butch Stone)
2. Eat the Rich (4:14) (von Arb/von Rohr/Storace/Stone)
3. Screaming in the Night (6:38) (von Arb/von Rohr/Storace/Stone/Mark Kohler)
4. Ready to Burn (3:54) (von Arb/von Rohr/Kohler/Storace/Stone)
5. Night Wolf (4:10) (von Arb/von Rohr/Storace/Stone)
6. Stayed Awake All Night (4:44) (Randy Bachman)
7. Stand and Be Counted (4:07) (von Arb/von Rohr/Storace/Stone)
8. White Din (1:50) (von Arb/von Rohr)
9. Russian Winter (3:31) (von Arb/von Rohr/Storace/Stone)

### Coverversion
- „Stayed Awake All Night“ ist eine Bachman-Turner-Overdrive-Coverversion. Das Lied wurde ursprünglich 1973 auf dem Album Bachman-Turner Overdrive veröffentlicht.

## Besetzung
Gesang: Marc Storace
Leadgitarre: Fernando von Arb
Rhythmusgitarre: Mark Kohler
Bass, Percussion: Chris von Rohr
Schlagzeug: Steve Pace

### Gastmusiker
Gesang: Rob Halford („Ready to Burn“)
Backgroundgesang: Jimi Jamison